# Josimar Melo
Josimar Moreira de Melo Filho (Recife, 1954) é um jornalista, crítico de gastronomia, colunista e professor brasileiro, com formação em Arquitetura pela Universidade de São Paulo (USP).

## Biografia
Josimar Melo nasceu em Recife, em 1954. Vive em São Paulo desde criança, quando seu pai, o jornalista Josimar Moreira, foi encarregado por Samuel Wainer de dirigir a edição paulista do jornal Última Hora. Estudou no Colégio Santa Cruz e em seguida na Faculdade de Arquitetura e Urbanismo (FAU) da USP, mas não completou o curso.
Começou a atuar como jornalista de gastronomia com uma coluna semanal no jornal Folha de S.Paulo, a convite de Lilian Pacce, então editora do caderno dominical. Em seguida trabalhou durante um ano na revista Gourmet, ao mesmo tempo em que ocupava a função de crítico de restaurantes na revista IstoÉ. 
Logo assumiu novamente um posto na Folha de S.Paulo, primeiro como editor do caderno VivaFolha, ao lado do jornalista Fernando Gabeira, enquanto desenvolvia o projeto do caderno Comida, do qual tornou-se editor em seu lançamento, em 23 de setembro de 1988.
Em 1995, criou o principal evento gastronômico no Brasil naquela época, o Boa Mesa, vendido em 2000.
De 2015 a 2023, também manteve na Folha de S.Paulo uma coluna dedicada ao Turismo.
Em janeiro de 2021 torna-se Curador de Conteúdo e apresentador do canal pago Sabor&Arte, lançado em 21 de junho de 2021 pelo Grupo Bandeirantes de Comunicação.
Em maio de 2025 iniciou uma coluna semanal de gastronomia e cultura no portal Universo Online (UOL).
Josimar colabora com diversas publicações no Brasil e no exterior, além de ter mantido como sócio o site Basilico, que existiu entre 2000 e 2010.
Palestrante em eventos corporativos e em seminários ligados à gastronomia
Lecionou História da Gastronomia durante dez anos  na Universidade Anhembi Morumbi, a partir do lançamento do curso, em 1999.
É solteiro e tem dois filhos, Marina Melo (1990), cantora e compositora, e Martim Melo (2010).

### Na TV
Na TV, apresentou o programa Gourmet (1993/1994), pela rede CNT; a série O Guia (2010), exibida internacionalmente pelo National Geographic Channel (em outros países intitulada "Mundo Menú" ou "Word of Mouth") e a série Comida é Arte (2019) no canal Travel Box Brazil. 
Em 2021 passou a se dedicar ao novo canal de TV Sabor&Arte, lançado naquele ano, e onde apresenta programas como "Rota do Sabor", "Food Connection" e "Drops".

### Atuação internacional
Josimar Melo participa como jurado do programa Final Table (2019), da Netflix.
Implanatou e foi presidente durante 17 anos da seção sul-americana do júri que seleciona anualmente os 50 melhores restaurantes do mundo (World’s 50 Best Restaurants, com sede em Londres), certame que organizou desde 2004. 
 (World’s 50 Best Restaurants) Restaurant Magazine.
Josimar também colaborou em revistas do Brasil e do mundo, como a espanhola Epicure, a inglesa Monocle e a brasileira Gula. 
Foi consultor do verbete Brasil do The Oxford Companion to Wine, de Jancis Robinson.

### Ditadura Militar
Foi uma das principais lideranças do movimento estudantil contra a ditadura militar nos anos 1970. Josimar esteve à frente da corrente estudantil Liberdade e Luta (Libelu), com o codinome "Bicho". Integrou também a Organização Socialista Internacionalista, OSI, filiada à IV Internacional. Em maio de 1977, foi ele o escolhido para gritar "Abaixo a ditadura", durante um dos poucos grandes protestos desse período. Era um grito que não era dado em público desde 1968, devido ao recrudescimento da repressão política, e que poderia gerar repressão ou mesmo prisão naquele momento, com diversos estudantes desaparecidos. 
Com a fundação do Partido dos Trabalhadores, em 1980, a OSI integrou-se ao PT. Josimar tornou-se membro da direção nacional do partido, até 1985, quando passou a dedicar-se ao jornalismo.

## Livros Publicados
- Guia Josimar Melo - um guia do cenário gourmet de São Paulo, atualizado anualmente, publicado pela primeira vez em 1992
- A Cerveja
- Berinjela se Escreve com J - dicionário contendo a grafia de cerca de 10.000 palavras relacionadas à gastronomia, em diversos idiomas.
- O Bom Churrasco